# Finlay Currie
Finlay Currie (Edinburgh, 20 januari 1878 - Gerrards Cross, 9 mei 1968) was een Brits acteur.

## Levensloop en carrière
Currie werd geboren in het Schotse Edinburgh. In het begin van zijn carrière speelde hij in het theater. Later zou hij overgaan naar de filmwereld. In 1931 speelde hij zijn eerste filmrol in The Old Man. Zijn grootste rollen speelde hij in 1946 in Great Expectations en in de sandalenfilms Quo Vadis, Ben-Hur en The Fall of the Roman Empire (1964). Hij speelde ook met Cary Grant in People Will Talk in 1951 en als de paus in St Francis of Assisi (1961).
Currie was gehuwd met Maude Courtney, die in 1959 overleed. Currie overleed op 90-jarige leeftijd in 1968.
- Biblioteca Nacional de España: XX4612797
- Bibliothèque nationale de France: cb14167772m (data)
- Gemeinsame Normdatei: 1062371372
- International Standard Name Identifier: 0000 0001 1628 7796
- Library of Congress Control Number: no89009686
- Nationale Bibliotheek van Tsjechië: xx0155875
- Nationale Bibliotheek van Israël: 987007458085205171
- Système universitaire de documentation: 108071073
- Trove: 959233
- Virtual International Authority File: 42049824
- WorldCat: E39PBJmHHDHkJ9jqqJbCqCDQbd